# Вука (река)
Вука (хорв. Vuka) — река в Хорватии, правый приток реки Дуная. Длина реки — 112 км, площадь бассейна — 644 км². Протекает по территории Осиецко-Бараньской и Вуковарско-Сремской жупаний.

## Течение
Вука берёт начало на восточных склонах горной цепи Крндия, у села Паучье в лесу Вука. В нескольких километрах ниже истока на реке 1978 году построено водохранилище Боровик. На всём протяжении течёт на восток, впадает в Дунай в черте города Вуковар.
Ряд участков русла спрямлён в каналы.

## Этимология названия
Свою версию происхождения названия реки излагает чешский археолог-славяновед Любор Нидерле. В своих «Славянских древностях» он приводит пример происхождения названия реки от старославянского названия волка. Исследователь также приводит несколько аналогий: у Диона Кассия (Οΰολκος), на Пейтингеровой карте (Ulca), у Аврелия Виктора (Hiulca), в Иерусалимском итинерарии (Ulcus), добавив также Ulca из панегирика Эннодия 488 года